# Acacia santosii
Acacia santosii é uma espécie de leguminosa do gênero Acacia, pertencente à família Fabaceae.